# Amlaška kultura
Amlaška kultura je kulturno in arheološko polje, ki je vključevalo območja Deilmana, Rankuha, Eškor Alia, Eškoršvila in del zahodnih regij Mazandarana v severozahodnem Iranu.
Amlaška zbirka je velika  zbirka arheoloških artefaktov, pridobljenih z  ilegalnimi izkopavanji v dolinah blizu Amlaša v gorah Elbursa. Njihova zgodovina sega v 2. tisočletje pr. n. št.  do partskega sasanidskega obdobja. Predmeti iz amlaškega obdobja so približno iz 8. in 9. stoletja pr. n. št. Ker večina znanih predmetov (bronasto orožje in živalske figure, človeške skulpture iz brona in žgane gline, lončena posoda v obliki živali in  lončenine s črno, sivo ali oranžno glazuro) nima arheološkega ozadja, je datiranje in ugotavljanje njihovega namena težavno. To še zlasti velja za glazirano lončenino, za katero se zdi, da je imela bolj ali manj neprekinjeno tradicijo (spreminjanje barve iz črne/sive v rumeno/oranžno) od železne dobe do 1.  stoletja n. št.  Stanje še bolj zapleta izdelava številnih predmetov izvirnih oblik z izvirnimi poslikavami v komercialne namene.
Datiranja različnih predmetov so omogočila legalna izkopavanja na  območju Marlika, Cloresa in več najdiščih v Deilmanu.  Vse kaže, da je večina predmetov spadala na pokopališča. Mnogo predmetov se je našlo in uporabljalo v kasnejših obdobjih, kar še povečuje arheološko negotovost. Najstarejši predmeti amlaške kulture so bili odkriti v Kelardaštu v Mazandaranu, leta 1934 pa so odkrili tudi predmeta iz brona, zlata in keramike. Leta 1954 so odkrili še najdišča blizu vasi Tamjan, Imam in Garmabak.
Izraza amlaš in amlaška  kultura sta postala priljubljena na pariški razstavi leta 1961. V grobnicah v amlaški regiji so odkrili glazirane črne in oranžne posode, včasih tudi bodala in tridelne bronaste broške. Tipologija predmetov kaže, da nekateri segajo v zgodnje 1. tisočletje pr. n. št. Za najdbe iz Marlika, ki vključujejo posode iz srebra in zlata, se zdi, da na splošno spadajo v pozno 2. tisočletje pr. n. št., medtem ko so grobnice v Deilmanu iz obdobja Sasanidskega cesarstva.
Čeprav kultura  nima pravega arheološkega pomena, predstavlja geografsko območje, iz katerega izhajajo značilni raznovrstni predmeti. Predmeti, ki se pripisujejo amlaški kulturi, se pogosto pojavljajo na razstavah v Evropi in Združenih državah Amerike in raznih katalogih.

## Galerija
- Ogrlica iz steklenih kroglic, 10.-8. stoletje pr. n. št.. Kraljevi muzeji lepih umetnosti Belgije, Bruselj, Belgija
- Srebrna posoda s podobo leva, 1100-1000 pr. n. št., Clevelandski muzej umetnosti
- Boginja mati, Kraljevi muzej Ontarija, Toronto, Kanada
- Zebu, terakota, Phil Berg Collection (M.71.73.19)
- Levo: ženski idol, verjetno iz Kaluraza ali Amlaša, terakota, 9.-7. stoletje pr. n št.;
 Desno: Varahi, južna Indija, granit, prva polovica 15. stoletja